# Kettinge Sogn
Kettinge Sogn 
ist eine ehemalige Kirchspielsgemeinde (dän.: Sogn)
auf der Insel Lolland im südlichen Dänemark.
Bis 1970 gehörte sie zur Harde Musse Herred im damaligen Maribo Amt, danach zur Nysted Kommune im Storstrøms Amt, die im Zuge der  Kommunalreform zum 1. Januar 2007 in der Guldborgsund Kommune in der Region Sjælland aufgegangen ist.
Am 1. Januar 2024 wurden Kettinge Sogn und Bregninge Sogn zum Kettinge-Bregninge Sogn vereinigt.

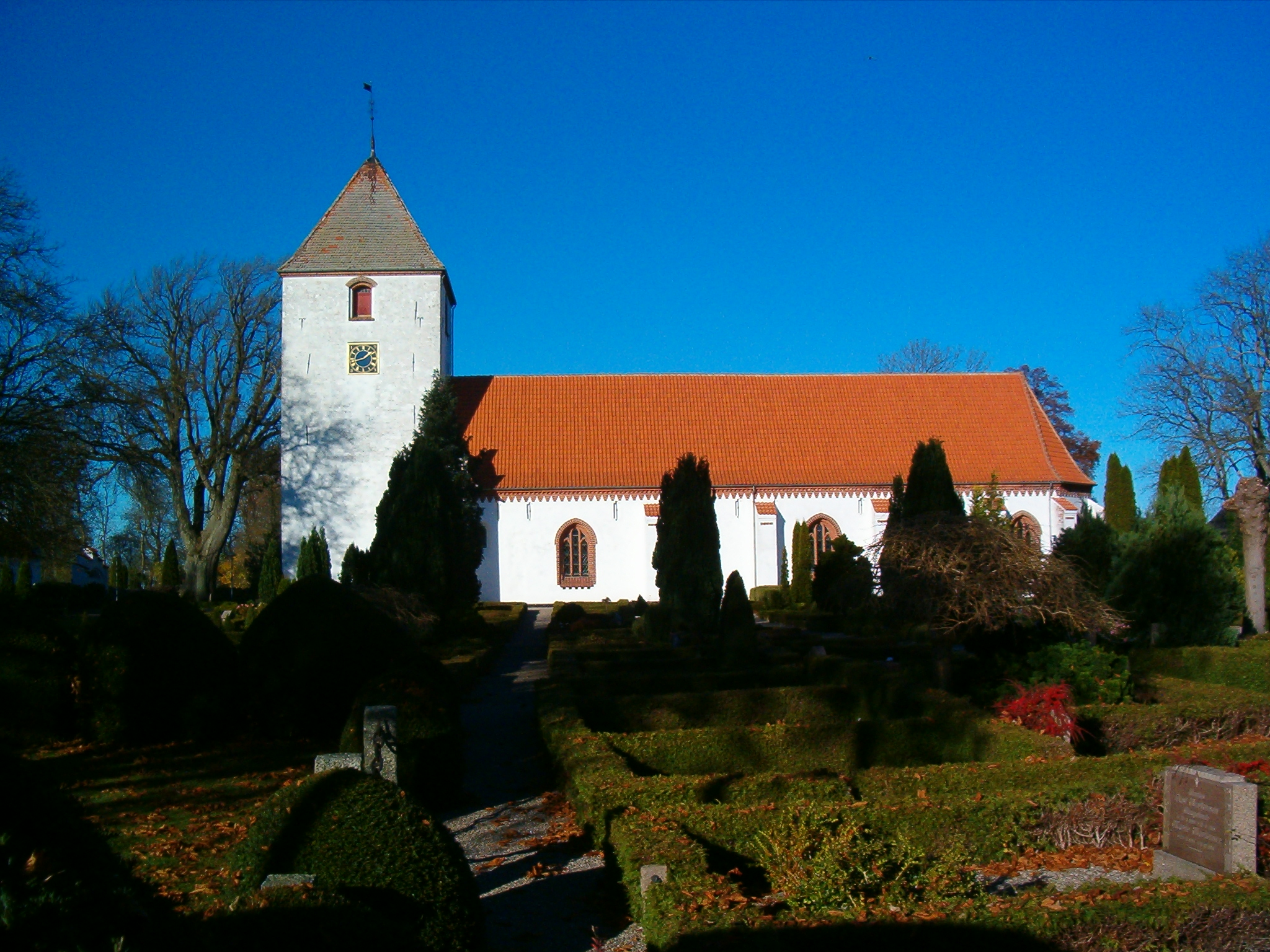
Kettinge Kirke

Im Kirchspiel lebten am 1. Oktober 2023 1.152 Einwohner; im Kirchdorf leben 516 Einwohner (Stand: 1. Januar 2025).
Im Kirchspiel liegt die Kirche „Kettinge Kirke“.
Nachbargemeinden waren im Süden Nysted-Vantore Sogn, im Westen Bregninge Sogn und im Norden Toreby Sogn.